# Лев X
Лев X (лат. Leo PP. X, в миру — Джованни Медичи итал. Giovanni Medici; 11 декабря 1475, Флоренция, Флорентийская республика — 1 декабря 1521, Рим, Папская область) — папа римский с 11 марта 1513 года по 1 декабря 1521 года. Последний Папа, не имевший священного сана на момент избрания.
Джованни Медичи был последним не священником, избранным Папой. Лев X известен прежде всего тем, что был Папой времени начала протестантской Реформации, осудившим Лютера за его 95 тезисов, и тем, что был последним Папой, который видел Западную Европу полностью католической. Он был вторым сыном Клариче Орсини и Лоренцо Медичи, самого известного правителя Флорентийской республики. Его двоюродный брат, Джулио ди Джулиано Медичи, сменит его на посту папы под именем Климента VII (1523—1534).

## Ранняя жизнь
Джованни де Медичи родился 11 декабря 1475 года во Флоренции, в знатной семье Медичи. Был вторым сыном Лоренцо Великолепного, властителя Флоренции.
С юных лет Джованни и его семья проявляли интерес к церковной карьере. Богатство и знатность семьи позволили ему стать номинальным (в силу возраста) аббатом бенедиктинского аббатства Монтекассино (1486—1504) и аббатом-коммендантом цистерцианского аббатства Моримондо (1487—1495). Его отец повлиял на Папу Иннокентия VIII, который был вынужден назначить его кардиналом-дьяконом с титулярной диаконией Санта-Марии-ин-Домника в марте 1489 года, когда ему было всего тринадцать, хотя он не имел право на это, будучи кардиналом-мирянином.
Джованни получил отличное образование в Лоренсо, был гуманистом, имел таких коллег, как Полициано, Пико делла Мирандола, Марсилио Фичино и Бернардо Довици Биббиена. С 1489—1491 годах, изучал богословие и каноническое право в Пизе под руководством Филиппа Децио.
23 марта 1492 года, в возрасте 16 лет, он был официально принят в Священную Коллегию кардиналов и поселился в Риме. Отец Джованни потратил целое состояние на то, чтобы это произошло. Смерть Лоренцо Медичи в следующем году 8 апреля заставила Джованни вернуться во Флоренцию. Он участвовал в Конклаве 1492 года и решительно выступал против избрания кардинала Родриго Борджиа, который был избран Папой Александром VI. Проректор епархии Прато с 26 июня 1492 по 1501.
Во времена папы Александра VI Борджиа вернулся во Флоренцию, где жил со своим старшим братом Пьеро ди Лоренцо де Медичи во время беспорядков, и инициированных Джироламо Савонаролой и вторжением короля Франции Карла VIII. Оставался там до восстания во Флоренции и изгнания Медичи в ноябре 1494 года. Пока Пьеро нашел убежище в Венеции и Урбино, Джованни путешествовал по Германии, Нидерландам и Франции. 
В  мае  1500 года вернулся в Рим. Был сердечно принят Александром VI и несколько лет жил, изучая искусство и литературу. В 1503 году он поддерживал Юлия II как Папу, и в том же году, после смерти Пьеро Медичи, Джованни стал главой семьи.
Апостольский администратор епархии Песаро с 27 октября 1503 по 27 мая 1504 и кардинал-протодьякон с 26 сентября 1508 по 9 марта 1513. С 1 октября 1511 года он был назначен папским легатом в Болонье из Романьи, и когда флорентийская республика заявила о своей поддержке раскольническим силам, папа помог братьям собрать армию. Апостольский администратор епархии Амальфи с 9 декабря 1510 по 9 марта 1513.
Джулиано принял участие в сражении с французскими войсками под Равенной (1512) и попал в плен, из которого ему удалось бежать. 
В 1512 году руководимая Медичи армия приблизилась к Флоренции. По пути она жестоко разгромила город Прато, после чего власти республики предпочли сдаться. Таким образом, Медичи снова оказались у власти в родном городе. Младший брат Джулиано был назначен руководителем республики, Джованни имел большое влияние в правительстве. Генерал-капитан Флоренции с 14 сентября 1512 по 9 марта 1513.

## Папа Лев X
Годом позднее скончался покровитель Медичи Юлий II, и кандидатом на пост главы церкви стал Джованни ди Медичи, обладавший международной известностью, а также крупными финансовыми средствами на подкуп кардиналов.  В результате почти единодушного голосования Джованни ди Медичи был избран папой; только после избрания он был рукоположен в священники, затем — в епископы, и наконец коронован как папа. Он использовал своё влияние для укрепления семьи: через месяц после коронации брат папы Джулио был назначен архиепископом Флоренции, а осенью того же года стал кардиналом.
Ожидали, что опытный 38-летний Медичи примирит интересы папского государства и Флоренции и создаст соответствующие условия для обеспечения мира в Италии. Лев Х предпринял шаги, чтобы урегулировать отношения Рима с Францией, что представлялось папству особенно полезным, учитывая угрозу, какую представляло для интересов папского государства возрастающее могущество Габсбургов. Экспансионистская политика императора Максимилиана (1493—1519) и особенно его союз с испанским двором нарушали равновесие военных и политических сил в Европе. Именно этого больше всего опасалось папство, пекущееся о своей автономии. В 1516 году Лев Х подписал с «христианнейшим» королём Франции (именно такой титул присвоило ему папство) Франциском I конкордат, который несколько смягчал положения «Прагматической санкции», признавал за французским двором право назначения почти на все епископства, аббатства, приорства. Рим не возражал даже против назначения светских лиц на церковные должности, если под их именем руководящие функции будут выполнять представители духовенства. Этот договор действовал во Франции до революции 1789 года. В 1517 году закончил работу V Латеранский собор, который принял несколько сформулированных в общем виде решений, рекомендующих провести реформу церкви. Принял также постановление о Римской курии и об утверждении первых банков (называемых благочестивыми), деятельность которых была признана епископами полезной, даже при взимании ими «разумных и умеренных плат за предоставление ссуд». Со своей стороны Лев Х увенчал работу собора буллой «Pastor aeternus gregem», в которой повторил известный теократический тезис о «наивысшей папской власти», провозглашенный папой Бонифацием VIII.

## Пятый Латеранский Собор
В течение двух или трех лет политической интриги и непрекращающейся войны Пятый Латеранский Собор мог сделать очень мало. Основной целью Собора была реформа церковной дисциплины и морали, которая могла быть адекватно получена только с согласия христианских королевств, и как Лев, так и Собор не смогли получить такое согласие.
Его наиболее важными достижением была регистрация на его одиннадцатой сессии (9 декабря 1516 г.) с подтверждением конкордата между Львом X и Франциском I, который был призван регулировать отношения между Французской церковью и Святым Престолом. Последнее заседание состоялось 16 марта 1517 года.

## Война Урбино
Год, который ознаменовал закрытие V Латеранского Собора, был также отмечен войной Льва против герцога Урбино Франциско Марии I Делла Ровере. Лео хотел, чтобы у его брата Джулиано и племянника Лоренцо была блестящая светская карьера.
Он призвал римских патрициев, которых он назначил ответственным за Флоренцию, создать королевство в центральной Италии, образованное Пармой, Пьяченцей, Феррарой и Урбино.
Смерть Джулиано в марте 1516 года, передала фаворитизм папы Лоренцо. Война длилась с февраля по сентябрь 1517 года и закончилась изгнанием герцога и победой Лоренцо.

## Финансовая политика
Политическая и религиозная деятельность Льва Х не мешала ему вести великосветский образ жизни при папском дворе. Самым любимым развлечением Льва Х была охота и устройство великолепных празднеств, разнообразившихся театральными представлениями, балетами и танцами. На эти развлечения папа ежегодно расходовал вдвое больше той суммы, что приносили папские имения и рудники. Таким образом, он растранжирил весь золотой запас, который оставил ему в наследство Юлий II. К этому приближались и расходы на курию, которая насчитывала тогда 638 чиновников, на непотов, многочисленных артистов, скульпторов, художников, писателей, комедиантов, папских шутов и т. п. Лев Х высоко ценил работы Рафаэля Санти. Напротив, Леонардо да Винчи после двух лет пребывания в Риме покинул «испорченный» город. Многие известные гуманисты приезжали в Рим, чтобы подивиться блеску папского двора. Одни восхваляли великолепие празднеств, других поражала и даже огорчала роскошь духовенства и языческий образ жизни христианской столицы. Среди последних был знаменитый философ Эразм Роттердамский (1469—1536) и молодой ревностный монах Мартин Лютер.

### Продажа должностей и индульгенций
Чтобы увеличить свои доходы, Лев Х начал продавать должности кардиналов, которые должны были оплатить свой титул весьма значительными суммами, поступавшими в папскую казну. 
Другим источником доходов призвана была служить продажа индульгенций, скрепленных папской печатью, которые гарантировали каждому исповедавшемуся грешнику или его умершему родственнику освобождение от мук чистилища. Акцию продажи индульгенций доверили доминиканцам. Она оказалась успешной, увеличив приток средств в папскую казну, однако вызвала протест значительной части западной христианской общественности. От её имени папскую акцию резко осудил Мартин Лютер. В 1517 году он опубликовал свои девяносто пять тезисов на двери церкви в Виттенберге. Лев не смог полностью осознать важность движения, и в феврале 1518 года он отправился к генеральному викарию августинцев, чтобы контролировать своих монахов.

## Протестантский Раскол
30 мая 1518 года Лютер послал объяснение своих тезисов Папе. Лев Х предложил, во-первых, начать переговоры с руководителями нового реформаторского движения (проводил их по поручению папы кардинал Томмазо де Вио, прозванный Каэтаном), а затем 15 июня 1520 года огласил буллу «Exsurge Domine» (Восстань, Господи!), торжественно осуждающую Лютера и приказывающую сжечь его труды, которых папа лично никогда не читал. Лев Х и его курия считали, что таким способом бунт реформаторов удалось успешно остановить и он никогда не возродится. В веселящемся и танцующем Риме не отдавали себе отчета в том, что над Европой нависла опасность полного раскола западного христианства.
7 августа 1518 года Лютера вызвали в Рим. Было достигнуто соглашение об отмене петиции, и Лютер отправился в Аугсбург в октябре 1518 года, чтобы объяснить свою позицию папскому посланнику, кардиналу Каэтано. Но ни аргументы кардинала, ни папская булла 9 Ноября не заставили Лютера отступить. Последовал год бесплодных переговоров, в ходе которых разногласия распространились по всем немецким государствам.
Также во время понтификата Льва протестантское движение было создано и в Скандинавии. Папа в 1516 году отправил папского нунция Арчимбольди в Данию. Король Кристиан II, желавший укрепить свою власть, изгнал Арчимбольди в 1520 году и вызвал лютеранских богословов в Копенгаген.
Кристиан утвердил план, согласно которому в Дании должна быть создана государственная церковь, все обращения к Святейшему Престолу должны быть отменены, а король должен иметь высшую юрисдикцию в церковных делах. Лев послал в Копенгаген (1521) нового нунция Франческо Минорита де Потенциа, который частично решил проблему.

## Роль в итальянской войне и последние годы
Лев поддержал французского короля Людовика XII и ратифицировал альянс с Венецией, пытаясь вернуть Миланское герцогство, после неудачных попыток сохранить мир, 5 апреля 1513 года вступил в Мехлинскую лигу с императором Максимилианом I, Фердинандом II Арагонским и Генрихом VIII в Англии. Сначала французы и венецианцы добились успеха, но потерпели поражение в июне в битве при Новаре. Венецианцы продолжали борьбу с октября до 9 декабря и мир с Людовиком XII был ратифицирован.
Новый кризис произошел между Папой Римским и новым королем Франции Франциском I, который хотел вернуть Милан и Неаполитанское королевство. Затем Лев создал новую лигу с императором и королем Испании и получил поддержку англичан. Франциск I вторгся в Италию в августе и 14 сентября выиграл битву при Мариньяно. В октябре Лев вывел свои войска из Пармы и Пьяченцы, сосредоточив их на защите Рима и Флоренции.
Смерть императора Максимилиана I в 1519 году серьёзно повлияла на ситуацию. Лев колебался, чтобы поддержать кандидатов на его преемственность, первоначально он поддерживал Франциска I, но в конце концов принял Карла V из Испании как неизбежного преемника, и избрание Карла (28 июня 1519 г.) являлось действием против его французского альянса.
Лев стремился объединить Феррару, Парму и Пьяченцу для церковных государств. Последняя попытка 1519 года аннексировать Феррару не удалась, и папа признал необходимость иностранной помощи. В мае 1521 года в Риме был подписан союзнический договор между ним и императором. Милан и Генуя будут взяты из Франции и вновь присоединены к Римско-германской империи, а Парма и Пьяченца будут присоединены к государствам Церкви после изгнания французов.
Расходы на 10000 швейцарцев были равномерно распределены между папой и императором. Карл V взял Флоренцию и поместил её под защиту семьи Медичи. Лев согласился короновать его императором в Неаполе, чтобы помочь в войне против Венеции. Предусматривалось, что Англия и Швейцария будут участвовать.
Генрих VIII объявил о своем нападении в августе. Франциск I уже начал войну против Карла V в Наварре. В Италии французы также сделали первое враждебное движение 23 июня 1521 года. Лев попросил Франциска I уступить Парму и Пьяченцу. В ноябре 1521 года папские войска захватят провинции, а также Милан и освободят от французов.
Во время своего понтификата Лев кардинально реформировал Коллегию кардиналов, борясь с коррупцией и радикально изменив институт.
3 июля 1517 года он опубликовал имена тридцати одного нового кардинала, почти беспрецедентного числа в истории папства. Номинации были выдвинуты такими известными людьми, как Лоренцо Кампеджио, Джамбаттиста Паллавичини, Адриано де Утрехт, Томас Каэтано, Кристофоро Нумай и Эгидио Канисио.

## Смерть
Лев Х неожиданно умер 1 декабря 1521 года в возрасте 45 лет, не успев собороваться. Его похороны в римской церкви Санта-Мария-сопра-Минерва были скромными, так как папская казна была почти пуста.

## Буллы и энциклики
- булла «Exsurge Domine»
- булла «Pastor aeternus gregem»

## В кинематографе
- Джон Брэдли-Уэст, Борджиа (телесериал, Франция — Германия — Чехия — Италия)
- Уве Оксенкнехт[англ.] («Лютер», 2003).
- Симон Тоффанин («Грех», 2019).